# Антациды
Антаци́ды (от др.-греч. ἀντι- «против» + лат. acidus «кислый») — лекарственные препараты, предназначенные для симптоматического лечения кислотозависимых заболеваний желудочно-кишечного тракта посредством нейтрализации соляной кислоты, входящей в состав желудочного сока.

## История

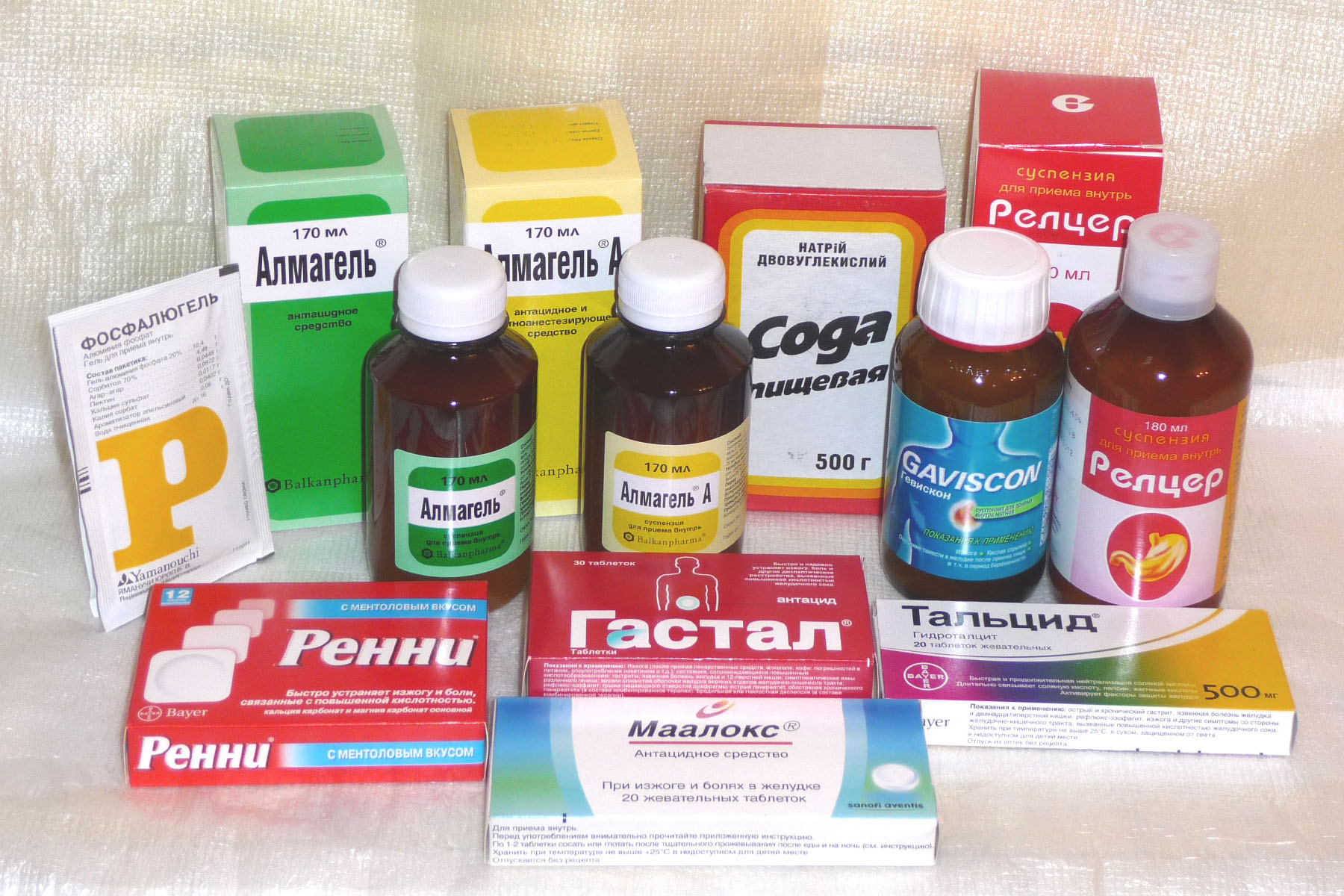
Различные антацидные препараты

Антациды уже более 100 лет используют для лечения желудка. Наиболее известный в прошлом антацид — пищевая сода, помогает быстро избавиться, в частности, от изжоги и болей в желудке. Однако она, также как и другие всасывающиеся антациды, имеет массу побочных эффектов, и современная медицина не рекомендует лечиться содой.
После появления мощных антисекреторных средств Н2-гистаминовых блокаторов и ингибиторов протонного насоса существовало мнение, что антацидные препараты уходят в прошлое, однако антисекреторные препараты не смогли решить всех проблем, и антациды снова стали рассматриваться как важный инструмент лечения кислотозависимых заболеваний. Кроме того, были разработаны новые, комбинированные антацидные препараты, которые, кроме кислотонейтрализации, выполняют адсорбирующие, цитопротекторные и обволакивающие функции, стимулируют секрецию гидрокарбонатов, увеличивают синтез гликопротеинов желудочной слизи, предохраняют эпителий капилляров от ульцерогенных факторов, связывают лизолецитин и жёлчные кислоты, а также предотвращают проявления метеоризма.

## Клиническое использование
Согласно современным взглядам, антациды не являются препаратами выбора при лечении язвенной болезни желудка, двенадцатиперстной кишки, хронических гастритов, гастроэзофагеальной рефлюксной болезни и большинства других кислотозависимых заболеваний. Исключение составляет функциональная диспепсия (её неспецифический и язвенноподобный варианты). В то же время, антациды рекомендуется применять при лекарственной терапии всех кислотозависимых заболеваний в следующих ситуациях:
- на начальных стадиях кислотозависимых заболеваний — как основного средства;
- при лечении антисекреторными препаратами, как дополнительного средства (в частности, для нейтрализации кислоты во время «ночного кислотного прорыва»[3]);
- для устранения или снижения интенсивности изжоги и загрудинной боли или боли в эпигастральной области как при проведении основного курса терапии, так и в период ремиссии, в качестве симптоматического средства.

Главное отличие антацидов от других кислотокорректирующих препаратов — быстрота кислотонейтрализации и, соответственно, более быстрый, но менее продолжительный терапевтический эффект. Иногда немаловажно, что антациды дешевле антисекреторных препаратов.

## Основные действующие вещества
В качестве основных действующих веществ современных антацидных препаратов выступают соединения магния, алюминия и кальция, образующие, соответственно, группы A02AA (препараты магния), A02AB (препараты алюминия), A02AC (препараты кальция) и A02AD (комбинации препаратов алюминия, кальция и магния), а также группы, включающие сочетания антацидов с различными препаратами: ветрогонными, спазмолитиками, натрия бикарбонатом и другими.
В настоящее время наиболее востребованы комбинированные средства, содержащие в разных пропорциях соединения алюминия (гидроксид алюминия, гидроксид алюминия водный (алгелдрат), фосфат алюминия и другие) и магния (оксид магния, гидроксид магния, пероксид магния, карбонат магния, силикат магния). Они не растворяются в воде, отличаются более медленным по сравнению с соединениями натрия и кальция наступлением эффекта при более длительном воздействии. Эти соединения практически не всасываются в кровь, характеризуются антипепсической способностью и частично сорбируют токсины. Препараты магния усиливают слизеобразование и резистентность слизистой оболочки желудка. Препараты алюминия усиливают синтез простагландинов, способствуют образованию защитной плёнки на поверхности повреждённых тканей, адсорбируют жёлчные кислоты и лизолецитин, повышают тонус нижнего пищеводного сфинктера. При этом препараты алюминия способствуют замедлению моторики кишечника и в больших количествах могут вызывать запоры, а магния — ускорению и имеют слабительное действие. Поэтому в современных антацидных препаратах часто используется сбалансированная комбинация соединений магния и алюминия.
| Критерий                         | Кальций- и магнийсодержащие препараты                                                                | Алюминийсодержащие препараты                                                            | Альгинаты | Питьевая сода                                                                           |
| -------------------------------- | --- | --------------------------------------------------------------------------------------- | --- | --------------------------------------------------------------------------------------- |
| Основное действующее вещество    | Кальция карбонат Магния карбонат                                                                     | Гидрокальцит (алюминия-магния гидроксикарбонат)                                         | Натрия альгинат | Натрия гидрокарбонат                                                                    |
| Действие препарата               | Быстрая (3—5 мин) и продолжительная нейтрализация соляной кислоты                                    | Нейтрализация соляной кислоты                                                           | Не обладают нейтрализирующим действием в отношении соляной кислоты. Формируют «плот-барьер» на поверхности содержимого желудка | Нейтрализация соляной кислоты                                                           |
| Длительность действия            | Кальция карбонат обеспечивает быстроту                                                               | Отсутствует быстрый эффект от приема препарата, длительность действия – до 60—160 минут | Удерживается на поверхности желудка до его опорожнения                                                                         | Быстрое, но кратковременное наступление эффекта                                         |
| Применение во время беременности | Препарат разрешен для применения при беременности, не рекомендуется без консультации со специалистом | Прием препаратов, содержащих алюминий, не разрешается во время беременности             | Препарат разрешен для применения при беременности                                                                              | Применение соды во время беременности не рекомендуется без консультации со специалистом |

## Всасывающиеся антациды
Всасывающиемися (растворимыми) называют такие антациды, которые или сами, или продукты их реакции с соляной кислотой растворяются в крови. Отличительная особенность — быстрое снижение кислотности после приёма препарата, но при этом также кратковременность действия и значительное количество отрицательных побочных эффектов, из-за которых всасывающиеся антациды сегодня считаются менее предпочтительными по сравнению с невсасывающимися.
Нейтрализация соляной кислоты всасывающимися антацидами сопровождается образованием углекислого газа, который провоцирует гастроэзофагеальные рефлюксы, а также растягивает желудок, вызывая секрецию кислоты. Всасывающиеся антациды часто вызывают кислотный рикошет — повышение кислотопродукции желудка после окончания действия препарата.
Кроме того, всасывание в кровь бикарбонатов может привести к развитию системного алкалоза.
К всасывающимся антацидным препаратам относятся:
- пищевая сода (бикарбонат натрия, NaHCO3);
- жженая магнезия (окись магния, MgO);
- карбонат кальция основной (CaCO3);
- карбонат магния основной (4MgCO3·Mg(OH)2·4H2O или 4MgCO3·Mg(OH)2·5H2O)[5];
- «смесь Бурже» (смесь бикарбоната, сульфата и фосфата натрия);
- препараты «Ренни», «Тамс», «Эндрюс антацид» (смесь карбоната кальция и карбоната магния)[6].

## Кислотный рикошет
Под термином «кислотный рикошет» понимается увеличение кислотопродукции после окончания действия лекарственных препаратов, предназначенных для уменьшения кислотности в желудочно-кишечном тракте. Особенно часто кислотный рикошет возникает при приёме всасывающихся антацидов, как реакция на слишком быстрое ощелачивание среды в желудке, которое активизирует секрецию соляной кислоты. Через некоторое время после приёма препарата кислотность желудка повышается и может достигать 1/3 от максимального выброса. Такая секреция является результатом стимуляции продуцирования гастрина из G-клеток, а также прямым влиянием катионов кальция на париетальные клетки. Поэтому не рекомендуется использовать содержащие кальций антациды в ночное время, когда кислотный рикошет не может быть нейтрализован приёмом пищи.

## Невсасывающиеся антациды
Невсасывающиеся антацидные препараты содержат гидроксид алюминия, фосфат алюминия, гидроксид магния, трисиликат магния. Они начинают действовать несколько позже, чем всасывающиеся, но продолжительность их действия больше и достигает 2,5—3 часов. Они обладают буферностью в отношении продуцируемой желудком кислоты и способны в течение этого времени поддерживать кислотность в пределах 3—4 pH.
Невсасывающиеся антациды подразделяются на следующие группы:
- алюминиевые соли фосфорной кислоты (наиболее известен из них «Фосфалюгель»; его кислотонейтрализующая способность зависит от уровня pH: чем выше кислотность, тем активнее действие этого препарата; при этом он не ощелачивает желудочное содержимое и не нарушает физиологических условий процесса пищеварения);
- алюминиево-магниевые антациды, к которым относятся:
  - наиболее часто упоминаемый в официальных документах Минздравсоцразвития России антацид — комбинированное лекарственное средство «алгелдрат + магния гидроксид»[8] (торговые марки: «Алмагель», «Алтацид», «Алюмаг», «Гастал», «Гастрацид», «Маалокс», «Маалукол» и «Палмагель»);
- алюминиево-магниево-кремниевые или натриево-кальциевые комбинации с добавлением альгината («Топалкан», «Гевискон»)[9][10]; благодаря участию альгинатов в формировании механического барьера, который предупреждает заброс кислого содержимого желудка в пищевод[11], препараты этой группы используются, в основном, при лечении ГЭРБ;
- алюминиево-магниевые препараты с добавлением ветрогонного средства симетикон, применяемого для предотвращения метеоризма («Алмагель Нео»[7][12], «Гестид», «Релцер»).

## Критерии оценки кислотонейтрализующего эффекта антацидов

Сравнительные pH-граммы (антральная часть желудка), показывающие кислотонейтрализующее действие Алмагеля и Маалокса. На графиках показано время начала действия и длительность действия препаратов (по А. А. Ильченко)

Важной характеристикой антацидного препарата, которая позволяет приблизительно оценить его эффективность, является кислотонейтрализующая активность (КНА), которая определяется по тому, какое количество соляной кислоты способна связать определенная доза этого препарата теоретически, in vitro. КНА лишь очень приблизительно соответствует эффекту препарата in vivo.
Оценка кислотонейтрализующего (ощелачивающего) действия антацидных препаратов у пациентов проводится с помощью кратковременной внутрижелудочной pH-метрии или суточной pH-метрии (используется ацидогастромонитор).
Для оценки кислотонейтрализующего (ощелачивающего) действия антацидных препаратов применяют следующие критерии:
- tотв — латентный период (синонимы: время ответа, время начала действия), время от момента введения препарата до начала повышения pH (либо до того момента, когда внутрижелудочная кислотность достигнет уровня pH = 4);
- Δt — продолжительность действия препарата, время от момента начала действия, до момента, когда величина внутрижелудочного pH вернётся к исходному значению (станет меньше 4);
- tmax — время максимального повышения pH;
- pHmax — максимальное повышение pH в антральном отделе или теле желудка;
- ΔpH — разница между максимальным и базальным (до приёма препарата) уровнем pH;
- Sзащел — площадь защелачивания, площадь под pH-метрической кривой во время действия препарата (очень приблизительно, предполагая, что кривая имеет треугольный вид, Sзащел=Δt × ΔpH /2);
- I — индекс защелачивания, I = Sзащел/ pHисх.

В общем случае Sзащел in vivo коррелировано с КНА кислотокорректирующего препарата in vitro.
В таблице приведены сравнительные характеристики некоторых распространённых антацидных препаратов:
| Торговое наименование | КНА             | tотв, мин | Δt, мин   | Sзащел   |
| --------------------- | --------------- | --------- | --------- | -------- |
| Алмагель, 10 мл       | 25,5 мэкв/15 мл | 13,5      | 28±8,9    | 6,6±4,5  |
| Маалокс, 10 мл        | 40,5 мэкв/15 мл | 8,9       | 56,0±18,0 | 13,2±7,0 |
| Фосфалюгель, 16 г     | 4,32 мэкв/10 мл | 10        | 40,0±18,3 | 5,4±3,1  |

## Побочные эффекты при длительном приёме или передозировке антацидов
При длительном применении или при приёме больших доз антацидных препаратов возможны побочные эффекты, зависящие от конкретного вида антацида и от индивидуальных особенностей пациентов.
Антациды, содержащие магний, усиливают двигательную функцию кишечника, что, при чрезмерном приёме таких препаратов, может стимулировать диарею. Передозировка содержащих магний препаратов способствует увеличению содержания магния в организме больных, может стать причиной брадикардии или почечной недостаточности.
Антациды, содержащие алюминий, у части пациентов, особенно при длительном приёме или передозировках, могут стать причиной гипофосфатемии, при почечной недостаточности — энцефалопатии, остеомаляции, а также вызвать симптоматику, характерную при отравлениях. При этом фосфат алюминия обладает меньшей токсичностью, чем гидроксид алюминия, что связано с его большей устойчивостью к растворению и образованию нейтральных комплексов в присутствии кислот, содержащихся в пище.
Антациды, содержащие кальций, при передозировке вызывают гиперкальциемию, что может способствовать у больных мочекаменной болезнью усилению образования конкрементов. Передозировка содержащих кальций препаратов может привести к задержке экскреции фосфора, увеличению содержания нерастворимого фосфата кальция и к возникновению нефрокальциноза.

## Антациды в классификаторах, реестрах и официальных документах
- В Aнатомо-терапевтическо-химической классификации (АТХ) существует отдельная группа «Антациды», имеющая код A02A и входящая в группу А02 «Препараты для лечения заболеваний связанных с нарушением кислотности»[14].
- В Фармакологическим указателе имеется группа «Антациды и адсорбенты», которая входит в категорию «Желудочно-кишечные средства»[15].
- Ранее в «Перечне жизненно необходимых и важнейших лекарственных средств» (ЖНВЛС)[16] присутствовал антацидный лекарственный препарат с составом «алгедрат + магния гидроксид»[8], однако в редакции перечня ЖНВЛС, действующей с начала 2010 года, антациды исключены[17].
- Стандарты медицинской помощи, утверждённые Минздравсоцразвития России, определяют, что при лечении больных:
  - язвой желудка и двенадцатиперстной кишки[18], гастроэзофагеальной рефлюксной болезнью[19], хроническим гастритом, дуоденитом, диспепсией[20], пищеводом Барретта (стационарная помощь)[21] используется лекарственное средство с составом «алгедрат + магния гидроксид» от 30 до 100 % случаев в курсовой дозе от 560 до 630 мл (1,12 г);
  - пищеводом Барретта (амбулаторная помощь) — используется лекарственное средство с составом «алюминия гидроксид + магния гидроксид» в 80 % случаев в курсовой дозе 630 мл[22].